# Taverone
Il Taverone è un torrente della Lunigiana (provincia di Massa-Carrara) tributario di sinistra del fiume Magra.

## Il corso fluviale
Il torrente Taverone ha un bacino idrografico particolarmente esteso, che comprende larga parte dei comuni di Licciana Nardi, Comano e Aulla.

### Le sorgenti
Il torrente si caratterizza per la presenza di due gruppi di sorgenti:
- una prima sorgente nasce in località Faggia Secca, congiungendosi con quella di località Borellacci, rispettivamente sotto le pendici del Monte Bocco (1.791 m) e del Monte Malpasso (1.716 m). I due torrenti si congiungono poco sotto l'antico borgo diroccato di Linari, per poi procedere verso sud-ovest in direzione di Licciana Nardi;
- un secondo gruppo di sorgenti nasce alla base dell'imponente massiccio composto da i Gruppi di Camporàghena e dal Monte Alto (1.904 m), da cui si dipanano il Rio di Luscignano e il Taverone di Camporaghena. I due corsi d'acqua si uniscono nei pressi di località Scanderaruola per proseguire lentamente a valle.

### Il corso unito
All'altezza della frazione Varano di Licciana Nardi, le due vallate del Lagastrello e di Comano uniscono le loro acque a formare il corso unito del Taverone che attraversa il comune di Licciana Nardi e, dopo un percorso di oltre 20 km., si getta nel fiume Magra tra Aulla e le frazioni di Terrarossa e di Masero. Nel tratto finale il suo alveo è particolarmente esteso.
Una caratteristica del Taverone è quella di non godere dell'apporto di particolari affluenti successivamente alla predetta località Varano, luogo in cui i due rami citati si uniscono. A poca distanza sorge il Castello di Castel del Piano.
Il regime delle acque varia nelle diverse stagioni come accade a tutti i fiumi appenninici.